# Dasijská notace

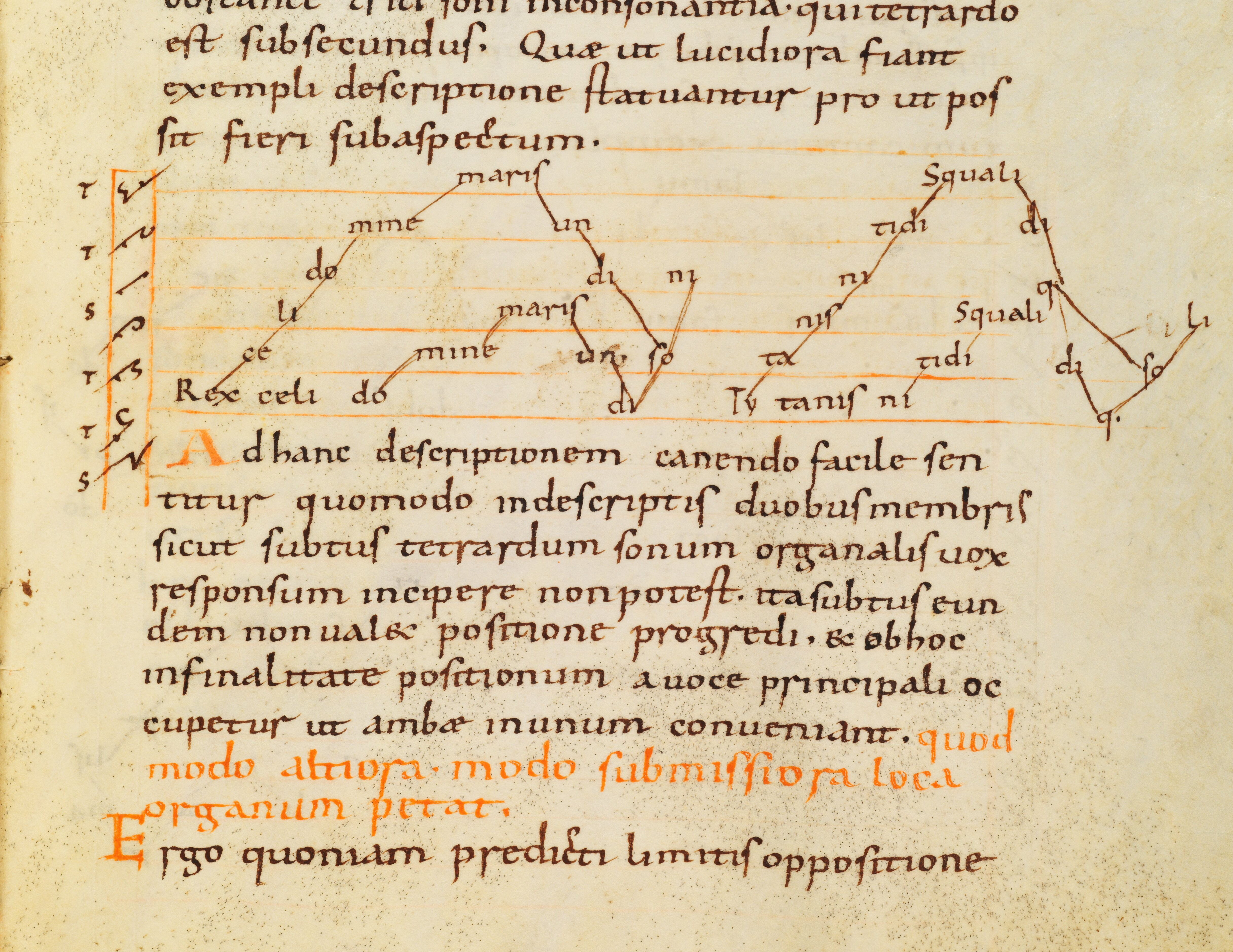
Dvouhlasé organum “Rex caeli Domine” zapsané v dazijské notaci. Rukopis Bamberské národní knihovny z konce 9. století. Dazijské znaky se nacházejí vlevo od (šesti) linek, podobně jako dnešní klíč. (Linka pro nejnižší znak, sedmý v pořadí, podobný písmenu N, není vyznačena). Mezery mezi linkami, vyplněné slabikami textu, (na rozdíl od školní pětilinkové notace) odpovídají sousedním stupňům dazijské stupnice (v daném příkladě jeho fragmentu), v soudobém zápisu: a-g-f-e-d-c-b. Písmena t a s vlevo od dazijských znaků určují intervaly o celý tón a půltón níže, než stupeň, na nějž ukazuje znak.

Dasijská či  dazejská notace je druh hudební notace z devátého století, která se objevuje ve dvou anonymních hudebních pojednáních Musica enchiriadis a Scolica enchiriadis. Skladby obsažené v těchto dvou spisech, psané v dasijské notaci, jsou historicky nejstaršími známými příklady psané polyfonní hudby.

## Užití

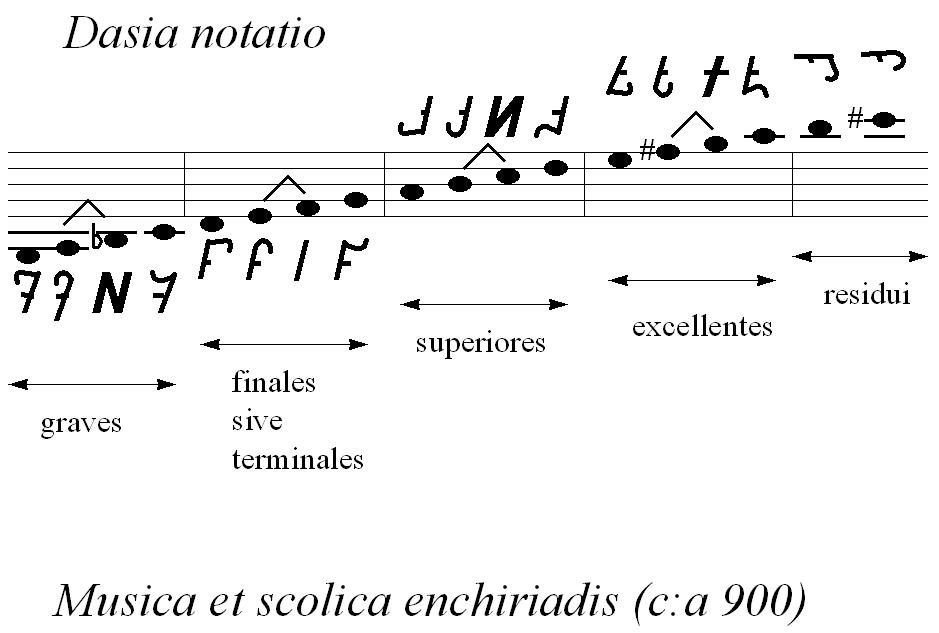
Dasijská notace s moderními ekvivalenty

Muzikolog Willi Apel považuje tento typ notace za „středověkou imitaci staré řecké notace“. Ve spisech samotných je na ně odkazováno jako na "dasia". Výraz pochází z řeckého daseia, což je výraz pro "prudký přídech" na začátku slova v mluvené prosódii.
Dasijská notace využívá notové osnovy s různým počtem linek, od čtyř až do osmnácti, a systém čtyř tvarů různým způsobem zahnutých k obsažení celé škály osmnácti tónových výšek použitých v rukopisech. Tato řada osmnácti tónů je založena na systému čtyř opakujících se tetrachordů a pátém neúplném tetrachordu, tvořících následující stupnici:  G A Bb c | d e f g | a b c' d' | e' f#' g' a' | b' c#''. Tato stupnice neodpovídá žádné známé hudební praxi. Je-li použita při tvorbě polyfonní hudby, jak se uvádí ve spisech, vzniká při tom množství psaných tritónů, které byly podle tehdejších teoretiků v hudbě nežádoucí, a proto se zřejmě jedná o nedopatření ze strany autora.
Notační znaménka se pak zapisovala zcela vlevo vedle osnovy (podobně jako dnešní umístění klíče), a některé ilustrace jsou mezi jednotlivými značkami doplněny o písmena "T" a "S", tak aby byl zřejmý půltón. Slabiky mluvených slov pak byly vpisovány do linek osnovy (viz příklad nahoře). Změnila-li se výška tónu, slabiky slova se přesunuly do jiného řádku osnovy níže nebo výše. Tohoto způsobu se používalo pro notaci dvou-, tří- či čtyřhlasého organa.
Kromě obou rukopisů Enchiriadis je tato notace použita také v pojednání Commemoratio brevis de tonis et psalmis modulandis. Nicméně i přes poměrně značné rozšíření spisů Enchiriadis, nenašla tato notace v praktických pramenech širšího uplatnění. Hudební rukopisy z devátého a desátého století zaznamenávají téměř výhradně monofonní hudbu, a dokonce i dochované zdroje polyfonní hudby, jako winchesterském tropáři, jsou psané v neumové notaci bez určení výšky tónů. To trvalo patrně až do vzniku a rozvoje rozšířeného systému osnov, zavedených Guidem z Arezza († 1050) v 11. století.
Philipp Spitta byl prvním moderním hudebním vědcem, jenž ve svém článku z roku 1889 dokázal správně interpretovat tuto notaci.